# Sprogkontakt
Sprogkontakt sker når talere af to eller flere sprog eller varieteter interagerer og påvirker hinanden. Studiet af sprogkontakt kaldes kontaktlingvistik. Når talere af forskellige sprog interagerer tæt, er det normalt for deres sprog at påvirke hinanden. Sprogkontakt kan ske ved sproggrænser, mellem adstratum-sprog, eller som resultat af migrationer.
Sprogkontakt sker i en række sprogfænomener, såsom sprogkonvergens, låneord og releksificering. De oftests sete resultater er pidginsprog, kreolsprog, kodeskift og blandede sprog